# Eugène Münch
Pour les articles homonymes, voir Münch.
Eugène Münch (1857-1898) est un organiste alsacien.

## Biographie
Eugène Münch naît le 3 avril 1857 à Dorlisheim (Bas-Rhin). Il est le fils de Gottfried Münch (1830-1889), instituteur, organiste et chef de chœur, et de Salomé Wolffhugel (1856-1923), ainsi que le frère d'Ernest Münch, également organiste. Il a deux fils musiciens:  Hans Münch (1893-1983), chef d’orchestre à Bâle et compositeur, et Ernest-Geoffroy Munch (1888-1944), chef de l’orchestre du Théâtre municipal de Strasbourg, et défenseur inlassable de la musique contemporaine de son époque.
Formé au Conservatoire de Berlin, Eugène Münch était le titulaire de l'orgue de l'église protestante Saint-Étienne de Mulhouse.
Lorsqu'il disparaît à Niederbronn-les-Bains, victime de la fièvre typhoïde à 41 ans, son ancien élève Albert Schweitzer lui consacre une biographie, sa première œuvre écrite.